# Templo de Taylorsville
El templo de Taylorsville, Utah es uno de los templos en operaciones de la Iglesia de Jesucristo de los Santos de los Últimos Días, el quinto templo SUD construido en el Condado de Utah y el número 23 en operaciones en el estado de Utah. El templo se encuentra ubicado a orillas de la Interestatal 215 de la comunidad de Taylorsville al Sur de Salt Lake City, Utah.

## Anuncio
La construcción del templo de Taylorsville fue anunciado por Russell M. Nelson durante la conferencia general de la iglesia de octubre de 2019. Un total de ocho templos fueron anunciados por la iglesia durante la sesión de mujeres de la conferencia, la primera vez que la iglesia anuncia la construcción de templos nuevos en una sesión para mujeres. El anuncio suma 35 templos nuevos por Nelson, sobrepasando los 30 templos anunciados por su predecesor Gordon B. Hinckley.

## Construcción
La ceremonia de la primera palada para el templo en Taylorsville tuvo lugar el 31 de octubre de 2020 presidida por Gerrit W. Gong, miembro del cuórum de los Doce Apóstoles de la iglesia y cuya esposa es originaria de la comunidad. El 13 de agosto de 2020 la iglesia peresentó el diseño del Templo que cuenta con tres pisos en unos 70 460 pies cuadrados (6545,9 m²) de construcción y cuenta con cuatro salones para ordenanzas SUD y cuatro salones de sellamientos matrimoniales así como la característica pila bautismal. El templo lo acompaña un centro de reuniones de la estaca de Valley Park. Ambos edificios se ubican en un terreno de 7,5 acres (3 ha).